# Acalolepta mausoni
Acalolepta mausoni là một loài bọ cánh cứng trong họ Cerambycidae.